# 维尔纳茨基大道站 (大环线)
維爾納茨基大道站（羅馬化：Stantsiya Prospekt Vernadskogo）是莫斯科地鐵大環線的一個車站，2021年12月7日啟用。它以苏联地质学家弗拉基米尔·伊万诺维奇·维尔纳茨基命名。乘客可換乘到索科利尼基線的同名站。